# Reality (filme)
Reality é um filme de drama italiano de 2012, dirigido por Matteo Garrone, estrelado por Aniello Arena, Loredana Simioli e Claudia Gerini. A narrativa é ambientada no mundo dos reality shows, e segue uma peixaria napolitana que participa de Grande Fratello, a versão italiana do Big Brother. O filme competiu em competição no Festival de Cannes de 2012 e ganhou o Grand Prix. Foi lançado em 18 de maio de 2012 em alguns circuitos europeus e em 26 de abril de 2013 nos cinemas brasileiros.

## Sinopse
Luciano (Aniello Arena) é o dono de uma peixaria que faz vários bicos para manter sua família. Um dia, sua família passeia em um shopping center e descobre que lá estão fazendo testes para o Grande Fratello, a versão italiana do programa de TV Big Brother. Chamado via celular, Luciano vai ao local fazer um teste. Os produtores gostam dele e o chamam para um segundo teste. Empolgado com a chance de enfim melhorar de vida, Luciano dá como certo que estará na próxima seleção do programa. Só que o tempo passa e, sem nenhum comunicado da emissora de TV, ele fica cada vez mais paranóico.

## Elenco
- Aniello Arena como Luciano
- Nando Paone como Michele
- Claudia Gerini como Anchorgirl
- Paola Minaccioni como Customer
- Ciro Petrone como Barman
- Angelica Borghese
- Arturo Gambardella
- Nunzia Schiano